# Violenza intercomunitaria cipriota
I diversi periodi distinti di violenza intercomunitaria cipriota che hanno coinvolto le due principali comunità etniche, i greco ciprioti e i turco ciprioti, hanno segnato la metà del XX secolo di Cipro. Questi periodi includono l'emergenza cipriota del 1955-1959 durante il dominio britannico, la crisi di Cipro post-indipendenza del 1963-1964 e la crisi di Cipro del 1967. Le ostilità culminarono nel 1974 nella divisione de facto dell'isola lungo la Linea Verde in seguito all'invasione turca di Cipro. La regione è rimasta relativamente pacifica da allora, ma la disputa di Cipro è continuata, con vari tentativi di risolverla diplomaticamente che sono generalmente falliti.

## Contesto
Cipro, isola situata nel Mediterraneo orientale, ospitò una popolazione di greci e turchi (rispettivamente quattro quinti e un quinto), vissuti sotto il dominio britannico tra la fine dell'Ottocento e la prima metà del Novecento. La Chiesa cristiano-ortodossa di Cipro svolse un ruolo politico di primo piano tra la comunità greco-cipriota, un privilegio acquisito durante l'Impero ottomano con l'impiego del sistema del millet, che conferiva all'arcivescovo uno status non ufficiale di etnarca.

### Enosisetaksim
I ripetuti rifiuti da parte degli inglesi delle richieste greco-cipriote di enosis, (unione) con la Grecia, portarono alla resistenza armata, organizzata dall'Organizzazione nazionale di lotta cipriota, o EOKA. L'EOKA, guidata dal comandante greco-cipriota Georgios Grivas, prese di mira sistematicamente le autorità coloniali britanniche. Uno degli effetti della campagna dell'EOKA fu quello di modificare la posizione turca dalla richiesta di una piena reincorporazione nella Turchia alla richiesta del taksim (spartizione). La missione e le attività dell'EOKA causarono una "sindrome cretese" (vedi Movimento di Resistenza Turco) all'interno della comunità turco-cipriota, poiché i suoi membri temevano di essere costretti a lasciare l'isola come nel caso dei turchi cretesi. Pertanto, preferirono la continuazione del dominio coloniale britannico e in seguito il taksim, ovvero la divisione dell'isola. A causa del sostegno dei turco-ciprioti agli inglesi, il leader dell'EOKA, Georgios Grivas, li dichiarò nemici. Il fatto che i turchi fossero una minoranza doveva, secondo Nihat Erim, essere affrontato con il trasferimento di migliaia di turchi dalla Turchia continentale in modo che i greco-ciprioti cessassero di essere la maggioranza. Quando Erim visitò Cipro come rappresentante turco, fu consigliato dal feldmaresciallo Sir John Harding, l'allora governatore di Cipro, che la Turchia avrebbe dovuto inviare turchi istruiti a stabilirsi a Cipro.
La Turchia promosse attivamente l'idea che sull'isola di Cipro esistessero due comunità distinte ed evitò la sua precedente affermazione secondo cui "il popolo di Cipro era tutto suddito turco". In tal modo, l'obiettivo della Turchia di ottenere l'autodeterminazione di due future comunità eguali portò alla spartizione de jure dell'isola.Il dottor Fazil Küçük nel 1954 aveva già proposto di dividere Cipro in due lungo il 35º parallelo.

### Cause della violenza intercomunitaria
Lindley Dan, dell'Università di Notre Dame ha individuato le radici della violenza intercomunale nelle diverse visioni tra le due comunità di Cipro (enosis per i greco-ciprioti, taksim per i turco-ciprioti). Inoltre, Lindlay ha scritto che "la fusione di chiesa, scuola/istruzione e politica in modi divisivi e nazionalistici" ha svolto un ruolo cruciale nella creazione del caos nella storia di Cipro. Attalide Michael ha indicato anche i nazionalismi opposti come la causa della questione di Cipro.

## Crisi del 1955-1959
Gli inglesi iniziarono a reclutare turco-ciprioti nelle forze di polizia che pattugliavano Cipro per combattere l'EOKA. Quest'ultima prese di mira le autorità coloniali, compresa la polizia, ma Georgios Grivas, il leader dell'EOKA, inizialmente non desiderava aprire un nuovo fronte combattendo i turco-ciprioti e li rassicurò che l'EOKA non avrebbe danneggiato la loro gente. Nel 1956, alcuni poliziotti turco-ciprioti furono uccisi dai membri dell'EOKA, provocando alcune violenze intercomunitarie in primavera e in estate, ma questi attacchi ai poliziotti non erano motivati dal fatto che fossero turco-ciprioti. Tuttavia, nel gennaio 1957, Grivas cambiò la sua politica poiché le sue forze in montagna furono sempre più pressate dalle forze della Corona britannica. Al fine di distogliere l'attenzione delle forze della Corona, i membri dell'EOKA iniziarono intenzionalmente a prendere di mira i poliziotti turco-ciprioti nelle città, in modo che i turco-ciprioti si ribellassero contro i greco-ciprioti e che le forze di sicurezza fossero dirottate nelle città per ristabilire l'ordine. L'uccisione di un poliziotto turco-cipriota il 19 gennaio, durante l'esplosione di una centrale elettrica, e il ferimento di altri tre, provocarono tre giorni di violenze intercomunitarie a Nicosia. Le due comunità si presero di mira per rappresaglie, con almeno un greco-cipriota che fu ucciso e con l'esercito britannico schierato nelle strade. I negozi greco-ciprioti furono bruciati e i loro quartieri attaccati. In seguito agli eventi, la leadership greco-cipriota diffuse la propaganda secondo cui le rivolte erano state semplicemente un atto di aggressione turco-cipriota. Tali eventi crearono il caos e separarono le comunità sia a Cipro che in Turchia.
Il 22 ottobre 1957 Sir Hugh Mackintosh Foot sostituì Sir John Harding come governatore britannico di Cipro. Foot suggerì un periodo dai cinque ai sette anni di autogoverno prima di qualsiasi decisione finale e il suo piano rigettò sia l'enosis che il taksim. La risposta turco-cipriota si tramutò in una serie di manifestazioni anti-britanniche a Nicosia il 27 e 28 gennaio 1958, che rifiutarono il piano proposto perché non includeva la spartizione. Gli inglesi quindi ritirarono il piano.
Nel 1957, fu costituita la Banda Nera (in turco Kara Çete), un'organizzazione paramilitare pro-taksim turco-cipriota, per pattugliare un'enclave turco-cipriota, il distretto di Tahtakale a Nicosia, contro le attività dell'EOKA. L'organizzazione in seguito tentò di crescere su scala nazionale, ma non riuscì a ottenere il sostegno pubblico.
Nel 1958, aumentarono da entrambe le parti i segni di insoddisfazione nei confronti degli inglesi. I turco-ciprioti avevano creato il Volkan, in seguito noto come gruppo paramilitare dell'Organizzazione di resistenza turca, per promuovere la spartizione e l'annessione di Cipro alla Turchia come dettato dal piano Menderes.
Il 27 gennaio 1958, i soldati britannici aprirono il fuoco contro una folla di rivoltosi turco-ciprioti. Gli eventi continuarono fino al giorno successivo.
Nel giugno 1958, il primo ministro britannico, Harold Macmillan, avrebbe dovuto proporre un piano per risolvere la questione di Cipro. Alla luce del nuovo sviluppo, i turchi si ribellarono a Nicosia per promuovere l'idea che greci e turco-ciprioti non potessero vivere insieme e che quindi qualsiasi piano che non prevedesse la spartizione non sarebbe stata praticabile. Questa violenza fu presto seguita da bombardamenti, da morti greco-ciprioti e da saccheggi di negozi e case di proprietà greco-cipriota. I ciprioti greci e turchi iniziarono rispettivamente a fuggire in cerca di sicurezza dai villaggi con popolazione mista dove erano una minoranza. Ciò fu effettivamente l'inizio della segregazione delle due comunità. Il 7 giugno 1958, una bomba esplose all'ingresso dell'ambasciata turca a Cipro. Dopo il bombardamento, i turco-ciprioti saccheggiarono le proprietà greco-cipriote. Il 26 giugno 1984, il leader turco-cipriota, Rauf Denktaş, ammise sul canale britannico ITV che la bomba era stata piazzata dagli stessi turchi per creare tensione. Il 9 gennaio 1995, Rauf Denktaş ripeté la sua affermazione al famoso quotidiano turco Milliyet in Turchia.
La crisi raggiunse il culmine il 12 giugno 1958, quando otto greci, su un gruppo armato di trentacinque arrestati dai soldati della Royal Horse Guards con l'accusa di preparare un attacco al quartiere turco di Skylloura, furono uccisi in un sospetto attacco dagli turco-ciprioti locali, nei pressi del villaggio di Geunyeli, mentre era stato ordinato di tornare a piedi al loro villaggio di Kondemenos.

## Repubblica di Cipro
Dopo l'inizio della campagna EOKA, il governo britannico iniziò con successo a trasformare la questione di Cipro da un problema coloniale britannico in una questione greco-turca. La diplomazia britannica esercitò un'influenza dietro le quinte sul governo di Adnan Menderes, con l'obiettivo di rendere attiva la Turchia a Cipro. Per gli inglesi, il tentativo aveva un duplice obiettivo. La campagna dell'EOKA sarebbe stata messa a tacere il più rapidamente possibile e i turco-ciprioti non si sarebbero schierati con i greco-ciprioti contro le rivendicazioni coloniali britanniche sull'isola, che sarebbe rimasta quindi sotto gli inglesi. La leadership turco-cipriota visitò Menderes per discutere la questione di Cipro. Alla domanda su come i turco-ciprioti avrebbero dovuto rispondere alla richiesta di enosis dei greco-ciprioti, Menderes rispose: "Dovresti andare dal ministro degli esteri britannico e chiedere che lo status quo sia prolungato, Cipro di rimanere come colonia britannica". Quando i turco-ciprioti visitarono il ministro degli esteri britannico e chiesero che Cipro rimanesse una colonia, rispose: "Non dovresti chiedere il colonialismo in questo giorno ed epoca, dovresti chiedere che Cipro venga restituita alla Turchia, la sua ex proprietaria".
Quando i turco-ciprioti iniziarono a cercare protezione in Turchia, i greco-ciprioti capirono presto che l'enosis era estremamente improbabile. Il leader greco-cipriota, l'arcivescovo Makarios III, da allora si prefisse l'indipendenza dell'isola come suo obiettivo.
La Gran Bretagna decise di risolvere la controversia creando una Cipro indipendente. Nel 1959, tutte le parti coinvolte firmarono gli Accordi di Zurigo: Gran Bretagna, Turchia, Grecia e rispettivamente i leader greco e turco-cipriota, Makarios e il dottor Fazil Kucuk. La nuova costituzione attinse molto alla composizione etnica dell'isola. Il presidente sarebbe stato un greco-cipriota e il vicepresidente un turco-cipriota con uguale potere di veto. Il contributo ai servizi pubblici sarebbe stato fissato in un rapporto di 70:30 e la Corte suprema sarebbe stata composta da un numero uguale di giudici di entrambe le comunità e da un giudice indipendente che non fosse greco, turco o britannico. Gli accordi di Zurigo furono integrati da una serie di trattati. Il Trattato di Garanzia stabiliva che la secessione o l'unione con qualsiasi stato era vietata e che a Grecia, Turchia e Gran Bretagna sarebbe stato concesso lo status di garante per intervenire in caso di violazione. Il Trattato di Alleanza consentiva a due piccoli contingenti militari greci e turchi di stazionare sull'isola e il Trattato di Istituzione conferiva alla Gran Bretagna la sovranità su due basi ad Akrotiri e Dhekelia.
Il 15 agosto 1960, la Colonia di Cipro divenne completamente indipendente come Repubblica di Cipro. La nuova repubblica rimase all'interno del Commonwealth delle nazioni.
La nuova costituzione portò insoddisfazione ai greco-ciprioti, che la ritennero per essi altamente ingiusta per ragioni storiche, demografiche e contributive. Sebbene l'80% della popolazione dell'isola fosse greco-cipriota e che vivessero sull'isola da migliaia di anni, pagando il 94% delle tasse, la nuova costituzione dava al 17% della popolazione turco-cipriota, il pagamento del 6% delle tasse, circa il 30% dei posti di lavoro governativi e il 40% dei posti di lavoro della sicurezza nazionale.

## Crisi del 1963-1964

### Proposte degli emendamenti costituzionali e piano Akritas
Nel giro di tre anni cominciarono a manifestarsi tensioni tra le due comunità negli affari amministrativi. In particolare, le controversie sui comuni separati e la tassazione crearono una situazione di stallo nel governo. Una corte costituzionale emanò nel 1963 che Makarios non aveva rispettato l'articolo 173 della costituzione che richiedeva l'istituzione di municipalità separate per i turco-ciprioti. Makarios dichiarò successivamente la sua intenzione di ignorare la sentenza, determinando le dimissioni del giudice della Germania Ovest dalla sua posizione. Makarios propose tredici emendamenti alla costituzione, che avrebbero avuto l'effetto di risolvere la maggior parte delle questioni a favore dei greco-ciprioti. In base alle proposte, il presidente e il vicepresidente avrebbero perso il loro veto, le municipalità separate richieste dai turco-ciprioti sarebbero state abbandonate, la necessità di maggioranze separate da parte di entrambe le comunità nell'approvazione della legislazione sarebbe stata scartata e il contributo del servizio civile sarebbe stato fissato ai rapporti effettivi della popolazione (82:18) invece della cifra leggermente più alta per i turco-ciprioti.
L'intenzione alla base degli emendamenti fu a lungo messa in discussione. Il piano Akritas, scritto al culmine della disputa costituzionale dal ministro degli interni greco-cipriota Polycarpos Georkadjis, chiedeva la rimozione di elementi indesiderabili della costituzione in modo da consentire il funzionamento della condivisione di potere. Il piano prevedeva un rapido attacco di rappresaglia alle roccaforti turco-cipriote qualora i turco-ciprioti avessero ricorso alla violenza per resistere alle misure, affermando: “In caso di attacco turco pianificato o organizzato, è imperativo superarlo con la forza nel più breve tempo possibile, perché se riuscissimo a prendere il comando della situazione (in uno o due giorni), nessun intervento esterno sarebbe giustificato o possibile”. Non è chiaro se le proposte di Makarios facessero parte del piano Akritas, tuttavia resta che il sentimento verso l'enosis non era completamente scomparso con l'indipendenza. Makarios descrisse l'indipendenza come "un passo sulla strada verso l'enosis". Anche i preparativi per il conflitto non erano del tutto assenti dai turco-ciprioti, con elementi di destra che ancora credevano che il taksim (spartizione) fosse la migliore protezione contro l'enosis.
I greco-ciprioti, tuttavia, ritennero che gli emendamenti fossero una necessità derivante da un tentativo percepito dai turco-ciprioti di frustrare il funzionamento del governo. I turco ciprioti li videro come un mezzo per ridurre il loro status all'interno dello stato dal ruolo di co-fondatori a quello di minoranza, considerandolo come un primo passo verso l'enosis. La situazione della sicurezza peggiorò rapidamente.

### Violenza intercomunitaria
Un conflitto armato fu innescato dopo il 21 dicembre 1963, un periodo ricordato dai turco-ciprioti come Natale di Sangue. Eric Solsten riassunse gli eventi come segue: "una pattuglia della polizia greco-cipriota, apparentemente controllando i documenti di identità, fermò una coppia turco-cipriota ai margini del quartiere turco. Si radunò una folla ostile, furono sparati colpi e due turco-ciprioti furono uccisi."
La mattina dopo la sparatoria, la folla si radunò in protesta nel nord di Nicosia, probabilmente incoraggiata dal TMT, senza incidenti. La sera del 22 scoppiarono degli spari, le linee di comunicazione con i quartieri turchi furono interrotte e la polizia greco-cipriota occupò il vicino aeroporto. Il 23 fu negoziato un cessate il fuoco, ma non venne mantenuto. I combattimenti, compreso il fuoco di armi automatiche, tra greci e turco-ciprioti e milizie aumentarono a Nicosia e Larnaca. Una forza di irregolari greco-ciprioti guidati da Nikos Sampson entrò nel sobborgo di Nicosia di Omorphita e si impegnò nel fuoco pesante contro i turco-ciprioti armati, e secondo alcuni disarmati. Lo scontro di Omorphita è stato descritto dai turco-ciprioti come un massacro, mentre generalmente questo punto di vista non è stato riconosciuto dai greco-ciprioti.
Ulteriori cessate il fuoco furono concordati tra le due parti, ma anch'essi fallirono. Alla vigilia di Natale, il 24, Gran Bretagna, Grecia e Turchia si riunirono ai colloqui, con tutte le parti che chiedevano una tregua. Il giorno di Natale, aerei da combattimento turchi sorvolarono Nicosia in segno di sostegno. Alla fine fu deciso di consentire a una forza di 2.700 soldati britannici di aiutare a far rispettare un cessate il fuoco. Nei giorni successivi a Nicosia fu creata una "zona cuscinetto", e un ufficiale britannico segnò una linea su una mappa con inchiostro verde, separando i due lati della città, che fu l'inizio della "Linea Verde". I combattimenti continuarono in tutta l'isola per le settimane successive.
In totale 364 turco-ciprioti e 174 greco-ciprioti furono uccisi durante le violenze. 25.000 turco-ciprioti da 103-109 villaggi fuggirono e rimasero sfollati nelle enclavi e migliaia di case turco-cipriote vennero saccheggiate o completamente distrutte.
Anche i giornali contemporanei riportarono l'esodo forzato dei turco-ciprioti dalle loro case. Secondo The Times nel 1964, furono commessi minacce, sparatorie e tentativi di incendi dolosi contro i turco-ciprioti per costringerli a lasciare le loro case. Il Daily Express scrisse che 25.000 turchi erano già stati costretti a lasciare le loro case". Il Guardian riportò un massacro di turchi a Limassol il 16 febbraio 1964.
La Turchia aveva ormai approntato la sua flotta e i suoi caccia erano comparsi su Nicosia. La Turchia venne dissuasa dal coinvolgimento diretto con la creazione di una forza di mantenimento della pace delle Nazioni Unite a Cipro (UNFICYP) nel 1964. Nonostante il cessate il fuoco negoziato a Nicosia, gli attacchi ai turco-ciprioti continuarono, in particolare a Limassol. Preoccupato per la possibilità di un'invasione turca, Makarios intraprese la creazione di un esercito di leva greco-cipriota chiamato "Guardia nazionale". Un generale greco prese il comando dell'esercito, mentre altri 20.000 ufficiali e uomini ben equipaggiati furono fatti entrare clandestinamente dalla Grecia a Cipro. La Turchia minacciò di intervenire ancora una volta, ma fu impedita da una lettera con parole forti del presidente americano Lyndon B. Johnson, preoccupato di evitare un conflitto tra gli alleati della NATO Grecia e Turchia al culmine della Guerra fredda.
I turco ciprioti avevano ormai stabilito un'importante testa di ponte a Kokkina, fornita di armi, volontari e materiali dalla Turchia e dall'estero. Considerando questa incursione di armi e le truppe straniere come una grave minaccia, il governo cipriota invitò Georgios Grivas a tornare dalla Grecia come comandante delle truppe greche sull'isola e lanciare un grande attacco alla testa di ponte. La Turchia si vendicò inviando i suoi aerei da combattimento a bombardare le posizioni greche, costringendo Makarios a minacciare un attacco su ogni villaggio turco-cipriota sull'isola se i bombardamenti non fossero cessati. Il conflitto aveva coinvolto Grecia e Turchia, con entrambi i paesi che ammassarono le truppe ai loro confini traci. Gli sforzi di mediazione di Dean Acheson, ex Segretario di Stato americano e mediatore nominato dall'ONU Galo Plaza, fallirono, mentre la divisione delle due comunità diventava più evidente. Le forze greco-cipriote erano stimate in circa 30.000, inclusa la Guardia Nazionale e il grande contingente dalla Grecia. A difendere le enclavi turco-cipriote c'era una forza di circa 5.000 irregolari, guidata da un colonnello turco, ma priva dell'equipaggiamento e dell'organizzazione delle forze greche.
Il Segretario Generale delle Nazioni Unite nel 1964, U Thant, riferì i danni durante i conflitti:
L'UNFICYP ha effettuato un'indagine dettagliata di tutti i danni alle proprietà in tutta l'isola durante i disordini; mostra che in 109 villaggi, la maggior parte dei quali turco-ciprioti o misti, 527 case sono state distrutte mentre altre 2.000 hanno subito danni da saccheggi.

## Crisi del 1967
La situazione peggiorò nel 1967, quando una giunta militare rovesciò il governo greco democraticamente eletto e iniziò a fare pressioni su Makarios per ottenere l'enosis. Makarios, non volendo entrare a far parte di una dittatura militare o innescare un'invasione turca, iniziò a prendere le distanze dall'obiettivo dell'enosis. Ciò causò tensioni con la giunta in Grecia e con Georgios Grivas a Cipro. Il controllo di Grivas sulla Guardia Nazionale e sul contingente greco era visto come una minaccia alla posizione di Makarios, che temeva un possibile colpo di stato. Grivas intensificò il conflitto quando le sue unità armate iniziarono a pattugliare le enclavi turco-cipriote di Ayios Theodhoros e Kophinou, e furono impegnate il 15 novembre in pesanti combattimenti con i turco-ciprioti.
Al momento del suo ritiro 26 turco-ciprioti erano stati uccisi. La Turchia rispose con un ultimatum chiedendo che Grivas venisse rimosso dall'isola, che le truppe contrabbandate dalla Grecia in eccesso rispetto ai limiti del Trattato di Alleanza fossero rimosse e che i blocchi economici sulle enclavi turco-cipriote venissero revocati. Grivas rassegnò le dimissioni e 12.000 soldati greci furono ritirati. Makarios tentò allora di consolidare la sua posizione riducendo il numero delle truppe della Guardia Nazionale e creando una forza paramilitare fedele all'indipendenza cipriota. Nel 1968, riconoscendo che l'enosis era ormai quasi impossibile, Makarios dichiarò: "Una soluzione per necessità deve essere cercata entro i limiti di ciò che è fattibile che non sempre coincide con i limiti di ciò che è desiderabile".

## Colpo di stato greco-cipriota
Dopo il 1967 le tensioni tra greci e turco-ciprioti si placarono. Piuttosto, la principale fonte di tensione sull'isola proveniva dalle fazioni all'interno della comunità greco-cipriota. Sebbene Makarios avesse effettivamente abbandonato l'enosis in favore di una "soluzione realizzabile", molti altri continuavano a credere che l'unica legittima aspirazione politica dei greco ciprioti fosse l'unione con la Grecia. Makarios fu bollato come traditore della causa da Grivas che, nel 1971, fece un ritorno clandestino sull'isola. 
Al suo arrivo, Grivas iniziò la fondazione di un gruppo paramilitare nazionalista noto come Organizzazione nazionale dei combattenti ciprioti (Ethniki Organosis Kyprion Agoniston B o EOKA-B), in comparazione con la lotta dell'EOKA per l'enosis sotto l'amministrazione coloniale britannica degli anni '50. 
La giunta militare di Atene vide Makarios come un ostacolo e diresse i fondi a Grivas per compiere una serie di attacchi e per finanziare una campagna di propaganda attraverso la creazione di giornali pro-enosis. Il fallimento di Makarios nello sciogliere la Guardia Nazionale, la cui classe di ufficiali era dominata dai greci continentali, rivelava che la giunta aveva il controllo pratico sull'establishment militare cipriota, lasciando Makarios isolato e un bersaglio vulnerabile. 